# SC Olympia Neulußheim
Der SC Olympia Neulußheim ist ein deutscher, im Jahr 1911 gegründeter Sportverein mit Sitz in der baden-württembergischen Gemeinde Neulußheim im Rhein-Neckar-Kreis.

## Geschichte
Der Verein wurde im Juli 1911 gegründet. Zur Spielzeit 1934/35 gelang der Aufstieg in die zweitklassige Fußball-Bezirksklasse Unterbaden, in der Neulußheim bis zum Rückzug in der Spielzeit 1941/42 verblieb. Nach dem Zweiten Weltkrieg stieg die Mannschaft zur Saison 1946/47 in die Landesliga Nordbaden auf. Mit 27:25 Punkten in der Gruppe Nord gelang dann dort mit dem siebten Platz auch der Klassenerhalt. Nach der darauffolgenden Spielzeit wurde die Liga eingleisig, bedingt dadurch schaffte die Mannschaft den Schnitt knapp nicht und musste mit 23:21 Punkten wieder absteigen.

### Zeit in der 2. Amateurliga
In der Saison 1950/51 spielt der Verein dann in der 2. Amateurliga Rhein-Neckar innerhalb der Staffel 1. Mit 20:32 Punkten konnte knapp der Klassenerhalt gesichert werden. Nach der Saison 1952/53 platzierte sich der Verein noch einmal mit 26:22 Punkten auf dem fünften Platz, danach wechselte der Verein in die Staffel 2. Mit 30:22 Punkten gelang hier ein weiteres Mal der fünfte Platz. Aber der Saison 1957/58 spielte die Mannschaft dann wieder in der Staffel 1, nach dieser Spielzeit konnte mit 21:31 Punkten über den 11. Platz die Liga erneut knapp gehalten werden. Nach der Saison 1958/59 musste die Mannschaft jedoch schließlich absteigen.
Zur Saison 1963/64 gelang dann nochmal der Aufstieg in die 2. Amateurliga, mit 16:36 Punkten musste die Mannschaft über den 13. Platz jedoch direkt wieder absteigen.

### Heutige Zeit als Fahrstuhlmannschaft
In der Saison 2004/05 spielte die Mannschaft in der Kreisliga Mannheim und schloss dort die Saison mit 68 Punkten auf dem zweiten Platz ab. Aus der Kreisliga wurde dann die Kreisklasse A Mannheim, aus welcher der Verein dann nach der nächsten Saison mit 71 Punkten über den zweiten Platz auch aufsteigen durfte. Nach dem Aufstieg zurück in die Kreisliga, platzierte sich die Mannschaft jedoch mit 33 Punkten nur auf dem 15. Platz und musste dadurch bedingt wieder absteigen. Nach der Saison 2010/11 gelang dort dann der zweite Platz, womit die Mannschaft zur nächsten Saison erneut in die Kreisliga aufsteigen durfte. Erneut konnte die Klasse nicht gehalten werden und der SC stieg mit 30 Punkten erneut über den 15. Platz nach einer Saison wieder ab. Mit 70 Punkten wurde Olympia dann bereits nach der Saison 2012/13 vor dem punktgleichen FC Germania Friedrichsfeld bedingt durch das wesentlich bessere Torverhältnis Meister und durfte direkt wieder aufsteigen. Auch dieses Mal konnte die Kreisliga als Spielklasse nicht gehalten werden und auch erneut musste die Mannschaft wieder über den 15. Platz, dieses Mal mit 28 Punkten, direkt wieder absteigen.
Diesmal sollte es nach einer verlorenen Relegation erst nach der Saison 2015/16 wieder etwas mit dem Aufstieg werden. Erneut wurde die Mannschaft Meister und dufte in die Kreisliga aufsteigen. Erstmals konnte nun auch mit 30 Punkten die Liga über den 12. Platz gehalten werden. Nach der Saison 2017/18 musste die Mannschaft dann aber doch mit 28 Punkten wieder absteigen, ein weiteres Mal über den 15. Platz. Bis heute spielt die Mannschaft somit in der Kreisklasse.

## Bekannte Sportler
- Ernst Langlotz (1920–1992)
- Gabor Gallai (1979–)